# Seszele na Letnich Igrzyskach Olimpijskich 1996
Seszele na Letnich Igrzyskach Olimpijskich 1996 reprezentowało 9 zawodników: 8 mężczyzn i 1 kobieta. Był to 4 start reprezentacji Seszeli na letnich igrzyskach olimpijskich.

## Skład kadry

### Boks
Mężczyźni
- Gerry Legras - waga lekkopółśrednia - 9. miejsce,
- Rival Cadeau - waga lekkośrednia - 5. miejsce,
- Roland Raforme - waga półciężka - 17. miejsce

### Lekkoatletyka
Mężczyźni
- Paul Nioze - trójskok - 39. miejsce

Kobiety
- Beryl Laramé - skok w dal - 37. miejsce

### Pływanie
Mężczyźni
- Kenny Roberts - 100 m stylem dowolnym - 52. miejsce

### Podnoszenie ciężarów
Mężczyźni
- Steven Baccus - kategoria do 83 kg - 18. miejsce

### Żeglarstwo
Mężczyźni
- Jonathan Barbe - windsurfing - 44. miejsce,
- Allan Julie - klasa Laser - 38. miejsce